# عملية الشوح الشرقي
عملية الشوح الشرقي هي عملية ألمانية خلال الحرب العالمية الثانية لاحتلال جزيرة غوغلاند في خليج فنلندا قبل أن تقع في الأيادي السوفيتية. كانت الاستعددات الألمانية للعملية قد بدأت في 2 سبتمبر 1944.